# 伊奧納國家公園
伊奧納國家公園（葡萄牙語：Parque Nacional do Iona），是安哥拉的國家公園，位於該國西南部納米貝省，成立於1964年12月26日，面積15,200平方公里，該地區是大黑馬羚的棲息地。